# Victor von Brauchitsch
Victor von Brauchitsch (* 1940 in Berlin) ist ein deutscher Fotograf.

## Leben
Nach Evakuierung und Flucht lebte er mit seinen Eltern Harald und Dorrit von Brauchitsch, geb. Busch, 1945 bis 1949 in Starnberg, dann bis 1955 in Stuttgart. Anschließend zog die Familie nach Frankfurt am Main. Er wurde der Patensohn seines Onkels Manfred von Brauchitsch.
Er begann nach der Schule 1956 eine Lehre als Schriftsetzer, die er nach wenigen Monaten abbrach, um in der Musikabteilung des „PX“ (amerikanischer Militär-Discounter) zu arbeiten, wo sein Interesse für Jazz reiche Nahrung fand. Seine ersten fotografischen Versuche unternahm er als 16-Jähriger. Früh setzte er sich auch mit fernöstlichen Kulturen und Buddhismus auseinander.
Durch die Begegnung mit der gelernten Fotografin Helga Brenner, die er 1963 heiratete, professionalisierte er die Fotografie. Gemeinsam betrieben sie bis 1988 ein Atelier für Architektur- und Sachfotografie im Musikantenweg 15 in Frankfurt am Main. Seit 1993 lebt das Ehepaar in Bad Vilbel.
Victor von Brauchitschs Sohn ist der Kunsthistoriker und Fotograf Boris von Brauchitsch.

## Werk
Menschenleere, oft surreal anmutende (Stadt-)Landschaften, überwiegend in schwarz-weiß, sowie vorgefundene Stillleben, oft mit einer Tendenz zum Bizarren und Mehrdeutigen, sind die bevorzugten Sujets Victor von Brauchitschs.
„Waren es anfänglich die vitalen mediterranen Länder, in denen er absurden Konstellationen schweigender Objekte nachging, so entwickelte er zusehends ein enges Verhältnis zu eigenwilligen Regionen, die der Klarheit, der Ruhe, der Meditation entgegenkommen: Die Eislandschaften Grönlands, die Weite Islands, die Kargheit Lanzarotes.“ Victor von Brauchitsch visualisiert die Stille, fokussiert das Unbewegte, die Abwesenheit des Menschen, der lediglich in Relikten, archaischen wie endzeitlichen, latent gegenwärtig ist.

## Publikationen (Auswahl)
(überwiegend gemeinsam mit Helga von Brauchitsch)
- Daglüah, Gleia, Glülala (Künstlerbuch, Grafik und Umschlag: Helmut Putzbach), Hamburg 1965
- Fünf Jahreszeiten, Frankfurt am Main 1981
- Auf leisen Pfoten. Herder, Freiburg im Breisgau/Basel/Wien 1985, ISBN 978-3-451-20223-0
- Schatten. Harenberg, Dortmund 1985, ISBN 978-3-88379-453-2
- Winter. Stürtz, Würzburg 1986, ISBN 978-3-8003-0283-3
- Spiegelungen, Freiburg 1987
- Zum Gedenken – Grabmale in Frankfurt am Main. Kramer, Frankfurt am Main 1988, ISBN 978-3-7829-0354-7
- Eigenwillige Persönlichkeiten, Hamm 1989
- Engel Nieswand, Kiel 1990, ISBN 978-3-926048-26-4
- Katzen wie Du und Ich. ArtColor Verlag, Hamm 1992, ISBN 978-3-89261-086-1
- Supplementi a colore, Rotenburg 1992
- Treppen. Distanz und Verbindung, Hamm 1996
- Kairos, Bad Vilbel 2001
- Portfolio. Edition Galerie Moosgasse, Kempen 2003
- Sichtweite. Kehrer, Heidelberg 2009, ISBN 978-3-86828-049-4
- Langsame Tage. Kehrer, Heidelberg 2009, ISBN 978-3-86828-049-4

## Ausstellungen (Auswahl)

### Einzelausstellungen
- Zeit-Zeichen, Pavillon für Kunst und Fotografie, Frankfurt am Main, 1969
- Fotomuseum des Münchner Stadtmuseums, 1983
- Einhundert Fotografien, Fotogalerie der Landesbildstelle Hamburg, 1985
- Fotogalerie im Hause Bohl, Eisenach, 1998 (E)
- Stille Tage, Galerie für Fotografie Moosgasse, Kempen 2003
- Schattenjäger, Haus der Fotografie, Hannover 2004
- El espacio vacio, Casa de la Cultura, Arrecife, 2004
- Schattenfänger, Kunstverein Alsdorf 2006
- Sichtweite, KuK, Kunst und Kultur in der Synagoge Niddatal-Assenheim, 2006
- Einhundert Fotografien, Fotogalerie der Landesbildstelle Hamburg, 1985
- Galerie Haus 23, Kunstverein Cottbus 2002
- Schattenjäger, Haus der Fotografie, Hannover 2004
- El espacio vacio, Casa de la Cultura, Arrecife, 2004
- Schattenfänger, Kunstverein Alsdorf 2006
- Sichtweite, KuK, Kunst und Kultur in der Synagoge Niddatal-Assenheim, 2006

### Gruppenausstellungen
- Zeichen in der Stadt, Fotografische Sammlung Folkwangmuseum Essen, 1981  zusammen mit Hanns-Christoph Eisenhardt
- Kunstverein Galerie Artlantis, Bad Homburg, 2010 zusammen mit Christa Steinmetz
- Kamera- und Fotomuseum Leipzig 2010 (zusammen mit Boris von Brauchitsch)
- Kamera- und Fotomuseum Leipzig 2010 (zusammen mit Boris von Brauchitsch)
- Fotografie #3, Kunstverein Bad Nauheim, 2016 (zusammen mit Boris von Brauchitsch)